# Čechy (okres Nové Zámky)
Čechy (maďarsky Komáromcsehi) je obec na Slovensku v okrese Nové Zámky v kraji Nitra.
V obci žije 274 obyvatel.

## Poloha
Obec Čechy leží v jihovýchodní části Novozámeckého okresu v kopcích Pohronské pahorkatiny (zdejší nadmořská výška činí v průměru přibližně pouze 240 metrů), které se k severu svažují ke klášteru Mariánska Čelaď a na jihu k obci Semerovo. Východní strana okolí obce je z větší části zalesněná. Pahorkovité okolí dotváří malebný pohled na vesnici a především v letních měsících tvoří obci pro každého návštěvníka nádhernou kulisu. Z geologického hlediska leží obec na půdním zlomu sprašových vrstev, kde se setkává Hronská sprašová tabule s Žitavskou.
Samotná obec leží v nadmořské výšce v rozmezí 149–187 m, střed obce leží ve výšce 150 m n. m.  Celková rozloha je 11,846 km², z toho 78 % připadá na zemědělskou půdu. Celkové využití půdy (2020): 68 % orná půda, 6 % vinice, 16 % lesy atd. V roce 2023 orná půda zaujímala rozlohu 806,25 ha, vinice 70,36 ha, lesní plochy 193,26 ha.

## Sousední obce
Obec sousedí:
| Veľké Lovce | Veľké Lovce | Dedinka |
|             |             | Kolta   |
| Semerovo    | Semerovo    |         |

## Historie
První písemná zmínka o obci pochází z roku 1419.
"...noví osadníci v semerovské farnosti patří vírou ke kacířství. Přišli z Bohémie (Čechy) a víru svou dali si vyvrátit a odebrat pomýleným knězem Joanessem Husem. Jsou však vytrvalí, pracovití, vyznají se v řemeslech, sami si vystavěli příbytky a jak se hovoří mezi lidem, že prý v Čechách (Bohémii) stavěli z nich velké domy v městech. Vynikají svorností a s ostatními osadníky křesťanské víry se nehašteří..." (opsáno v Ostřihomi v roce 1947)

## Pamětihodnosti
V obci je římskokatolický kostel svatého Petra a Pavla z roku 1735. Byl postavený v barokním slohu, začátkem 20. století byl přestavěn. Z původní stavby se dochoval pouze polygonální závěr kněžiště. Kostel je jednolodní stavba s polygonálním závěrem a s představěnou věží se stanovou střechou.

## Současnost
Přestože koncem 60. let 20. století byla obec zařazena do skupiny vesnic určených k zániku, podařilo se jí přežít. Věkový průměr – 45 let – se postupně snižoval a v současnosti patří obec s věkovým průměrem 38 let k "nejmladším" na okrese Nové Zámky. Postupně se podařilo zastavit i úbytek obyvatel – historicky nejnižší počet obyvatel byl zaznamenán v roce 1992 (297), od té doby se počet obyvatel pomalu zvyšoval. V současnosti[kdy?] zde žije 320 Češanů (v nářečí "Čahanů"). 
V roce 2004 v obci žilo 335 osob, v roce 2020 žilo v obci 309 obyvatel a v roce 2022 zde žilo 285 obyvatel.

## Občanská vybavenost
Obec má malou veřejnou knihovnu a fotbalové hřiště.
Pěkná přírodní scenérie, blízkost koupaliště s celoročním provozem v Podhájské spolu s možností turistiky, letních i zimních sportů (lyžování, sáňkování, bruslení) vytvářejí do budoucna velké šance k rozvoji venkovské turistiky.